# Aliénor d'Angleterre (1269-1298)
Pour les articles homonymes, voir Aliénor d'Angleterre.
Titre
Comtesse de Bar
20 septembre 1293 – 29 août 1298
(4 ans, 11 mois et 9 jours)
Aliénor d'Angleterre, née vers le 18 juin 1269 au château de Windsor et morte le 29 août 1298 à Gand, est une princesse anglaise, fille du roi Édouard Ier d'Angleterre et d'Éléonore de Castille. Fiancée par son père dès le plus jeune âge au futur Alphonse III d'Aragon, ses noces avec l'héritier aragonais sont sans cesse repoussées en raison de l'absence de dispense papale et du jeune âge d'Aliénor. 
Finalement, le projet de mariage s'éteint avec la mort prématurée d'Alphonse en 1291. Mariée deux ans plus tard avec Henri III de Bar, Aliénor permet ainsi à son père de gagner un solide allié lors de la guerre franco-anglaise de 1294-1298. Ayant donné deux enfants à son époux, Aliénor meurt dès 1298, de causes inconnues, et est inhumée dans son pays natal à la demande de son père.

## Biographie

### Naissance et enfance
Aliénor est la quatrième fille d'Édouard Ier d'Angleterre et de sa première épouse Éléonore de Castille, et la première à survivre à la petite enfance. Elle voit le jour peu avant le 18 juin 1269 au château de Windsor, sous le règne de son grand-père paternel Henri III d'Angleterre. À cette date, ce dernier donne la somme de 10 livres à John de Beaumes, le messager qui lui apporte la nouvelle. Les historiens se sont, dans le passé, mépris sur sa date de naissance. Cette confusion provient d'un document édicté en 1302, dans lequel Aliénor est référée comme la « primogenita » d'Édouard Ier née en juin 1264. Comme ce terme peut signifier en latin « première-née », on a attribué à Aliénor la date de naissance de sa sœur aînée Catherine, née vers 1264 et morte en bas âge. Il faut en réalité traduire « primogenita » par « fille aînée survivante [à l'enfance] ».
En 1270, en raison du départ de ses parents pour la Neuvième croisade, la jeune Aliénor est éduquée aux côtés de son frère Henri et son cousin Jean de Bretagne au château de Windsor, auprès de leur grand-mère paternelle Éléonore de Provence. Pendant l'absence de ses parents, leur grand-père Henri III meurt le 16 novembre 1272 et leur père devient roi d'Angleterre sous le nom d'Édouard Ier. Elle reste très proche de son frère jusqu'à sa mort prématurée en octobre 1274 ainsi que de sa grand-mère, avec laquelle elle est plus proche que ses parents, qu'elle ne revoit qu'à leur retour de croisade en août 1274. Un registre royal précise qu'à l'occasion d'une Pentecôte, des perdrix sont achetées pour Aliénor et Henri, et qu'Aliénor reçoit également de l'huile d'amande et de la violette « pour son usage spécial ».

### Fiançailles avecAlphonseIIId'Aragon
Avant même d'être de retour en Angleterre pour y être couronné, Édouard Ier marque une étape au cours de l'année 1273 en Aquitaine, d'où il négocie avec le roi Jacques Ier d'Aragon le mariage de son petit-fils Alphonse avec sa fille Aliénor. L'arrangement n'est pas remis en cause lorsque Jacques meurt en 1276 et est remplacé par son fils Pierre III. Pourtant, Pierre est frappé d'interdit en novembre 1282 par le pape Martin IV pour sa revendication au trône de Sicile, qui a été accordé en 1266 par la papauté à son allié Charles Ier de Naples. Malgré les demandes renouvelées de Pierre en juin 1282 d'envoyer Aliénor en Aragon pour son mariage avec son fils Alphonse, Édouard Ier refuse de laisser partir sa fille avant la levée de l'interdit. En outre, le pape se refuse à délivrer la dispense nécessaire au mariage du fils d'un souverain frappé d'une sentence d'excommunication. Il est également possible que le roi d'Angleterre se soit laissé persuader par sa mère Éléonore de Provence et son épouse Éléonore de Castille de différer le mariage. L'argument des deux Éléonore, mariées toutes deux à l'âge précoce de treize ans respectivement en 1236 et 1254, semble s'être porté sur le jeune âge d'Aliénor, elle aussi âgée de seulement treize ans[réf. nécessaire].
Pierre III meurt lui-même en novembre 1285 et son fils Alphonse accède au trône. Il restaure des relations cordiales avec la papauté et obtient à une date inconnue une dispense pour son mariage avec Aliénor d'Angleterre. Le rôle d'Aliénor elle-même se voit élargi le 17 avril 1290, lorsque son père la désigne comme potentielle héritière du trône si lui-même et son fils Édouard meurent prématurément. Selon certaines sources, Aliénor et Alphonse III d'Aragon auraient été mariés par procuration en l'abbaye de Westminster le 15 août 1290, mais aucune preuve n'accrédite cette théorie. Ce qui est sûr en revanche, c'est que pendant cette même année 1290, deux sœurs d'Aliénor, Jeanne et Marguerite, se marient respectivement avec Gilbert de Clare, 7e comte de Gloucester et 6e comte de Hertford, et le futur Jean II de Brabant, tandis que son frère cadet Édouard est fiancé à la reine Marguerite Ire d'Écosse. Ce n'est qu'à l'été 1291 qu'Alphonse d'Aragon négocie avec Édouard Ier les conditions pour épouser Aliénor, qui doit se rendre à Barcelone pour y épouser son fiancé. Malheureusement, Alphonse III meurt en juin 1291, avant même que les préparatifs du départ d'Angleterre de sa future épouse aient commencé.

### Mariage avecHenriIIIde Bar
Privé de l'alliance aragonaise, Édouard Ier recherche immédiatement un nouveau parti pour sa fille aînée. Son choix se porte finalement sur le comte Henri III de Bar, dont l'alliance contre le roi Philippe IV le Bel pourrait lui procurer un avantage militaire. Le mariage est célébré le 20 septembre 1293 à Bristol,. Après les noces, le couple réside un mois auprès du frère d'Aliénor, le jeune Édouard, alors âgé de neuf ans, dans son domaine de Mortlake, situé dans le Surrey. Pour commémorer son mariage, le comte de Bar organise en l'honneur de sa nouvelle épouse un fastueux tournoi tenu en son comté au cours du mois de mai 1294. On ignore quelles étaient les relations entre les époux, mais leur mariage semble fructueux, puisque deux enfants naissent rapidement : un fils, prénommé Édouard en l'honneur de son grand-père maternel, né en 1294 ou 1295, et une fille, prénommée Jeanne en l'honneur de sa grand-mère paternelle Jeanne de Toucy, née en 1295 ou 1296. Selon l'historien Kenneth Panton, Aliénor aurait donné naissance à une date inconnue à une seconde fille, prénommée Aliénor. Mais aucune trace de cet enfant dans les archives du règne d'Édouard Ier d'Angleterre ou dans celles du comté de Bar ne subsiste et son existence demeure fort douteuse.
Le mariage d'Aliénor et d'Henri III de Bar renforce considérablement l'alliance anglo-barroise contre la France. Ainsi, Henri apporte son soutien à son beau-père au cours de la guerre franco-anglaise de 1294-1298. À la Noël 1297, Aliénor envoie comme présents à son père une boîte à vêtements portable avec un peigne, un miroir émaillé en vermeil et une alêne en argent emballée dans un étui en cuir. Cette marque d'affection indique peut-être qu'Aliénor a entretenu d'excellentes relations avec son père Édouard et qu'elle ne s'est peut-être jamais querellée avec lui, contrairement à sa sœur Jeanne ou à son frère Édouard, connus tous deux pour les grandes tensions qu'ils ont eues avec leur père. Il est en outre possible qu'Aliénor ait eu droit à cette période à la visite de son père, alors en campagne en Flandres contre Philippe le Bel et qui amène avec lui sa dernière fille Élisabeth auprès de son époux Jean Ier de Hollande. Le 29 août de l'année suivante, Aliénor meurt subitement à Gand, de causes inconnues. Il est possible qu'elle soit morte en couches, ce qui est à la fin du XIIIe siècle une cause fréquente du décès prématuré des femmes. Son père Édouard Ier fait rapatrier son corps en Angleterre, où il est inhumé le 12 octobre suivant en l'abbaye de Westminster.

## Descendance
De son mariage avec Henri III de Bar, Aliénor a deux enfants :
- Édouard Ier de Bar (1294-1336), comte de Bar, épouse Marie de Bourgogne ;
- Jeanne de Bar (1295-1361), épouse John de Warenne, 7e comte de Surrey.